# Sudzha
Sudzha ( em russo:  Су́джа ) é uma cidade e centro administrativo do distrito de Sudzhansky no Oblast de Kursk, Rússia. Localiza-se nos rios Sudzha e Olyoshnya, 105 quilómetros a sudoeste de Kursk, o centro administrativo do oblast . Tem uma população de 5.127 pessoas.  É o alimentador de troca de gás natural onde o gasoduto Transiberiano encontra o gasoduto da Irmandade. A cidade foi capturada pelas forças ucranianas durante a incursão ucraniana no Oblast de Kursk de agosto de 2024.

## História
Na Idade Média, o território fazia parte do Principado de Rylsk, Principado de Chernigov e Grão-Ducado da Lituânia, antes da sua anexação pelo Principado de Moscovo.
Sudzha foi fundada em 1664. Inicialmente era uma cidade do Regimento de Sumy dentro da Sloboda Ucrânia, sendo fortificada com muralhas e um fosso.
Em 1708, foi incluída na província de Kyiv e, em 1779, tornou-se a sede do Uyezd Sudzhansky  na província de Kursk.
Em 1870, a cidade tinha uma população de 4.482 habitantes e os subúrbios tinham uma população de 5.624. Em 1869, existiam 393 artesãos na cidade e, em 1871, nove fábricas. No final do século XIX, a cidade sediou quatro feiras anuais e dois mercados semanais. De acordo com o censo do Império Russo de 1897, a cidade tinha uma população de 7.433 habitantes, dos quais 61,2% eram ucranianos, 37,2% eram russos, 1,2% eram judeus e 0,3%polacos.
Entre novembro e dezembro de 1918, Sudzha foi a sede do Governo Provisório dos Trabalhadores e Camponeses da Ucrânia, antes de sua transferência para Belgorod. Fez parte da RSS da Ucrânia até 1922, quando foi transferida para a RSS da Rússia.
Durante a Segunda Guerra Mundial, Sudzha foi ocupada por tropas alemãs, de 18 de outubro de 1941 a 3 de março de 1943. 

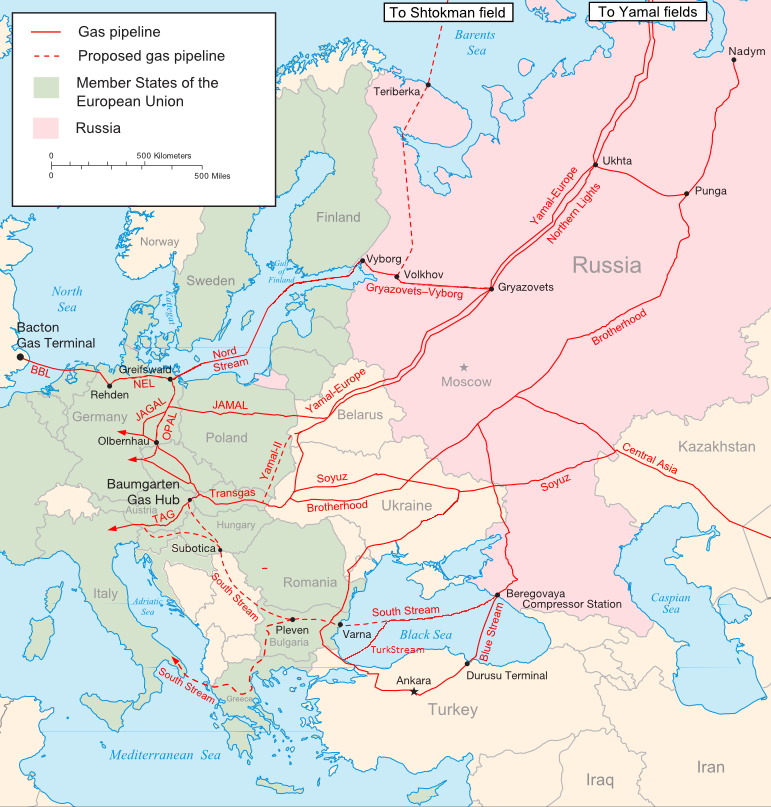
Principais linhas de trânsito de gás russo para a Europa, incluindo o Gasoduto da Irmandade

No século XX, uma estação de trânsito de gasoduto de gás natural foi estabelecida perto de Sudzha, sendo instalada uma estação de medição de gás. Em 2024, a produção foi alimentada pelo gasoduto Urengoy–Pomary–Uzhhorod.

### Guerra Russo-Ucraniana
Após o início da invasão russa da Ucrânia em 2022, o gasoduto Urengoy–Pomary–Uzhhorod em Sudzha tornou-se o último ponto remanescente no qual o gás natural fluía da Rússia para a Europa através da Ucrânia, após a sabotagem do gasoduto Nord Stream em 2022.
Em 4 de junho de 2023, a Rússia disse ter abatido um drone ucraniano sobre Sudzha.

#### Captura ucraniana em 2024
A 6 de agosto de 2024, ocorreram combates violentos na fronteira do Oblast de Kursk e em torno de Sudzha, como parte de uma incursão das forças ucranianas. A 10 de agosto, as forças ucranianas afirmaram ter tomado o controlo da cidade, embora alguns relatórios russos indicassem que as forças ucranianas controlavam apenas partes da cidade. A 14 de agosto, a televisão estatal ucraniana transmitiu uma reportagem afirmando que Sudzha estava sob controlo ucraniano, mostrando soldados ucranianos a retirar a bandeira russa de um edifício oficial. O governo ucraniano confirmou a captura da cidade no dia seguinte e anunciou a formação de uma administração militar para fornecer ajuda humanitária aos civis e manter a lei e a ordem.

## Governo
No âmbito das divisões administrativas, Sudzha serve como centro administrativo do distrito de Sudzhansky . Enquanto divisão administrativa, está incorporada no distrito de Sudzhansky como cidade de importância distrital de Sudzha. Enquanto divisão municipal, a cidade de importância distrital de Sudzha está incorporada no Distrito Municipal de Sudzhansky como Assentamento Urbano de Sudzha.

## Demografia
A população da cidade diminuiu nas últimas décadas, de 7.487 em 1989  para 5.127 em 2021.